# Máramaros Megyei Történelmi és Régészeti Múzeum
A Máramaros Megyei Történelmi és Régészeti Múzeum műemléknek nyilvánított múzeum Romániában, Máramaros megyében, a nagybányai pénzverőház épületében. A romániai műemlékek jegyzékében az MM-II-m-A-04477 sorszámon szerepel.